# Landkreis Darmstadt-Dieburg

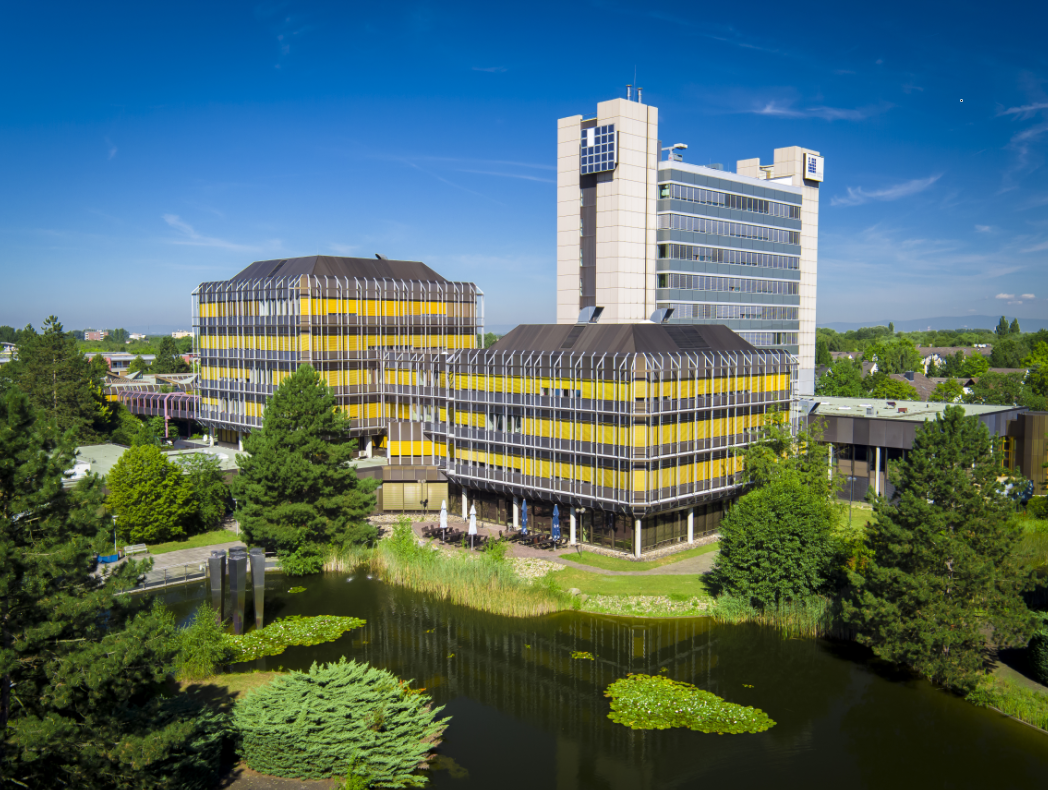
Sitz der Kreisverwaltung in Darmstadt-Kranichstein (2016)

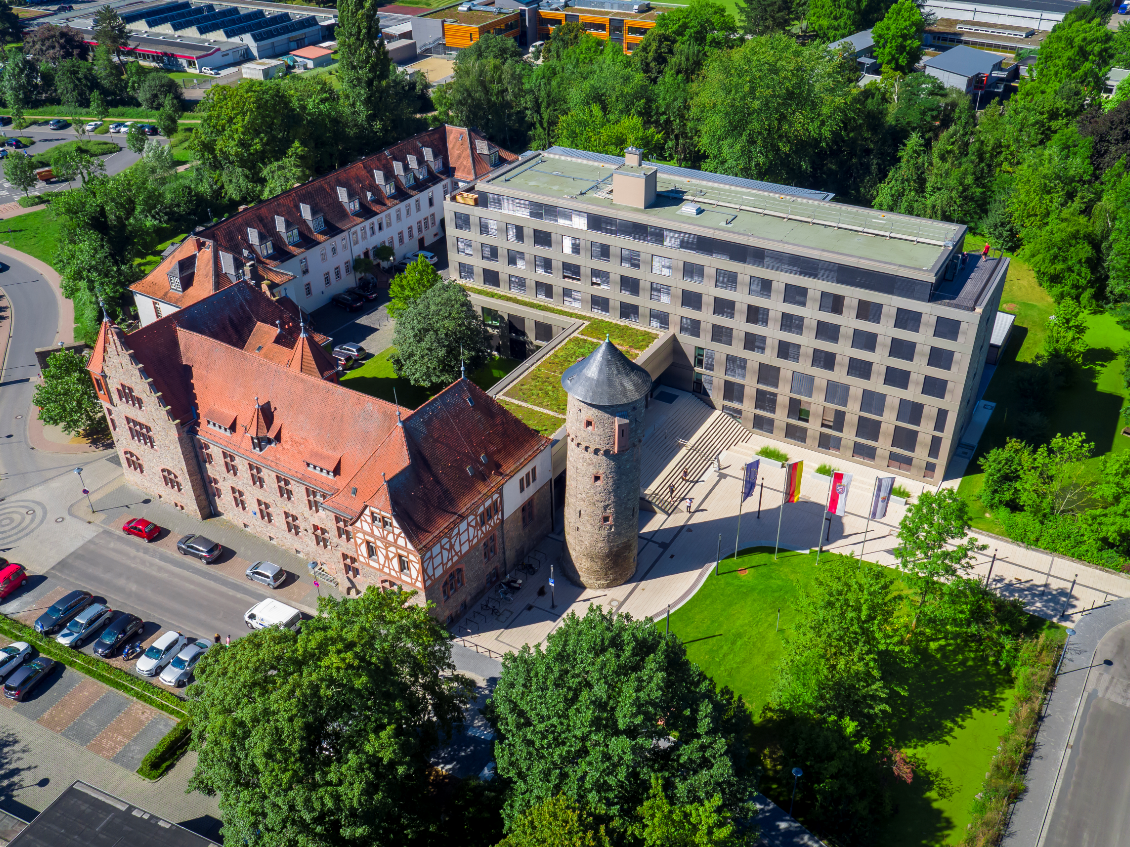
Kreisverwaltung Darmstadt-Dieburg – Kreishaus Dieburg (2016)

Der Landkreis Darmstadt-Dieburg ist eine Gebietskörperschaft mit 302.021 Einwohnern (31. Dezember 2024) im Regierungsbezirk Darmstadt in Hessen.
Der Hauptsitz der Kreisverwaltung befindet sich im Landratsamt im Darmstädter Stadtteil Kranichstein. Der zweite Sitz ist das Kreishaus in Dieburg. Darüber hinaus existieren weitere Außenstellen in Dieburg und speziell für die Erziehungsberatung auch in Groß-Umstadt, Ober-Ramstadt und Pfungstadt. Das Veterinäramt hat seinen Sitz in Darmstadt.
Bekannt ist der Kreis für die Grube Messel, welche reich an subtropischen bis tropischen Pflanzen- und Tierfossilien ist (seit 1995 UNESCO-Weltnaturerbe).

## Geografie

### Lage
Der Landkreis Darmstadt-Dieburg liegt am Rande der nordwestlichen Ausläufer des Odenwaldes. Die Landschaftsstruktur ist heterogen: Der westliche Teil des Kreises mit den Flugsandgebieten zwischen Weiterstadt und Pfungstadt gehört landschaftlich zur Hessischen Rheinebene. Der südwestliche Teil um Seeheim und Alsbach gehört zur Bergstraße, die den Übergang zwischen der Oberrheinischen Tiefebene und dem Odenwald schafft, dem auch das südliche Kreisgebiet angehört. Das Gebiet um Darmstadt und Messel ist durch eine dicht bewaldete und dünn besiedelte Hügellandschaft geprägt. Der nordöstliche Teil, das Dieburger und das Umstädter Land, ist ein sehr fruchtbares, ebenfalls hügeliges Gebiet, das von zahlreichen Bächen und dem Flüsschen Gersprenz durchflossen wird, und nach Süden mit dem Reinheimer Hügelland sanft in den Odenwald übergeht. An der „Kleinen Bergstraße“ in Groß-Umstadt ist der Übergang allerdings ähnlich plötzlich wie an der Bergstraße selbst.

### Nachbarkreise
Der Landkreis grenzt, im Norden beginnend im Uhrzeigersinn, an die Landkreise Offenbach (in Hessen), Aschaffenburg und Miltenberg (beide in Bayern), Odenwaldkreis, Bergstraße und Groß-Gerau (alle wiederum in Hessen). Die kreisfreie Stadt Darmstadt ragt von Norden in das westliche Kreisgebiet.

### Flächenaufteilung
Nach Daten des Statistischen Landesamtes, Stand 2023.

## Geschichte
Das Gebiet des heutigen Landkreises Darmstadt-Dieburg war schon früh besiedelt. Spuren aus der Stein- und der Eisenzeit sind an mehreren Stellen zu beobachten. Der Ringwall in Fischbachtal weist evtl. auf eine keltische Besiedlung hin. Die Römer annektierten das Kreisgebiet Ende des ersten nachchristlichen Jahrhunderts. Etwa 125 n. Chr. wurde im Bereich des heutigen Südhessen als untere Verwaltungseinheit die Civitas Auderiensium mit dem Hauptort Dieburg gegründet. Während das westliche Kreisgebiet eher dünn besiedelt blieb, wurde das Dieburger und Umstädter Land im Osten planmäßig kolonisiert.
Nach dem Rückzug der Römer nahmen zunächst Alamannen, dann ab 506 Franken Besitz vom Kreisgebiet. Sämtliche Ortsnamen, die auf -heim enden, sind fränkische Gründungen.
Danach zerfiel das Gebiet in unterschiedliche Besitzungen. Im Westen etablierten sich die Grafen von Katzenelnbogen, die Darmstadt, Groß-Gerau, Zwingenberg und (innerhalb des heutigen Kreises) Ober-Ramstadt und Reinheim zu Städten ausbauten. Der westliche Teil des Kreises lag in ihrer Herrschaft, Weiterstadt und Griesheim mit ihren Ökonomiehöfen versorgten die Burgen der Grafen in den Residenzen Darmstadt und Groß-Gerau, während Pfungstadt und Seeheim Verwaltungssitze eines eigenen Amtes wurden. 1476 fiel der gesamte Besitz Katzenelnbogens an Hessen. Im östlichen Teil des heutigen Kreises ist die Territorialgeschichte wesentlich komplizierter. Neben Kleinbesitzungen, die nur wenige Dörfer umfassten, gab es einige größere Gebiete, die aber selten die Größe heutiger Gemeinden erreichten. Sie wurden entweder von lokalem Adel verwaltet (Eppertshausen) oder gehörten zu größeren Grafschaften oder Fürstentümern. So gehörte Groß-Umstadt mit Otzberg je zur Hälfte zur Kurpfalz und zu Hanau, Babenhausen mit Schaafheim insgesamt zu Hanau und Dieburg mit Münster und Klein-Zimmern zum Kurfürstentum Mainz, das versuchte, eine Landverbindung zwischen seinen rheinhessischen und unterfränkischen Besitztümern zu erlangen. Während fast alle Gebiete dieser Region in der Reformation protestantisch wurden, blieben Dieburg, Münster, Klein-Zimmern und Eppertshausen katholische Exklaven, was sich bis heute im Wahlverhalten auswirkt.
Nach dem Reichsdeputationshauptschluss 1803 wurde das ganze Gebiet Hessen-Darmstadt dem späteren Großherzogtum Hessen zugeordnet (ausgenommen Dorndiel, Radheim und Mosbach, das erst 1817 zu Hessen-Darmstadt kam). Hier entstanden zunächst die Ämter Darmstadt, Reinheim und Dieburg. Das Gebiet westlich Darmstadt gehörte zeitweise zum Amt Groß-Gerau. Dann entstanden die beiden Kreise Darmstadt und Dieburg in der Provinz Starkenburg.
Darmstadt schied 1938 als kreisfreie Stadt aus seinem Kreis aus. Es bildeten sich der Stadt- und der Landkreis Darmstadt, die Stadt blieb aber Verwaltungssitz beider Kreise. Der Kreis Dieburg wurde im Zuge derselben Reform zum Landkreis Dieburg, weiterhin mit Dieburg als Kreisstadt; einige Verwaltungsaufgaben wurden aber nach Groß-Umstadt abgegeben.
Im Rahmen der Gebietsreform in Hessen wurde aus beiden Landkreisen zum 1. Januar 1977 der heutige Landkreis Darmstadt-Dieburg geschaffen. Einige Orte wurden zuvor anderen Landkreisen zugeteilt: So kamen Brensbach (mit Wersau) und Fränkisch-Crumbach zum Odenwaldkreis, Ober-Roden und Urberach (Stadt Rödermark) sowie Nieder-Roden (zur Stadt Rodgau) wurden Teil des Landkreises Offenbach. Die immer noch kreisfreie Stadt Darmstadt gab die Sankt Stephans-Siedlung an Griesheim ab. Darmstadt wurde Sitz der Kreisverwaltung, Dieburg blieb Außenstelle.

### Einwohnerentwicklung

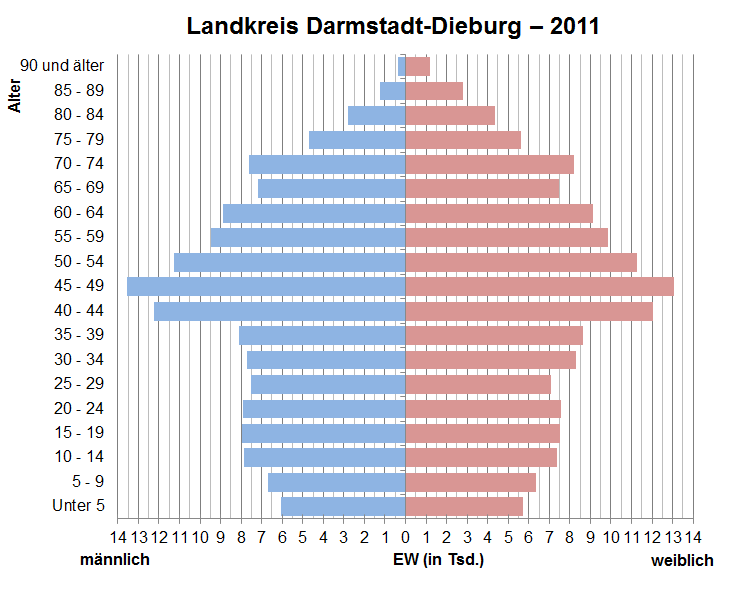
Bevölkerungspyramide für den Landkreis Darmstadt-Dieburg (Datenquelle: Zensus 2011)

| Jahr | Einwohner | Ausländeranteil in Prozent |
| ---- | --------- | -------------------------- |
| 1975 | 235.693   | 08,4                       |
| 1980 | 248.147   | 08,8                       |
| 1985 | 249.407   | 08,1                       |
| 1990 | 261.769   | 09,1                       |
| 1995 | 279.066   | 12,3                       |
| 2000 | 286.780   | 11,0                       |
| 2005 | 290.292   | 10,6                       |
| 2010 | 289.199   | 10,4                       |
| 2015 | 292.773   | 12,8                       |
| 2018 | 296.494   | 14,2                       |

### Konfessionsstatistik
Nach den Ergebnissen des Zensus am 9. Mai 2011 waren von den Einwohnern 39,8 % evangelisch, 23,6 % römisch-katholisch und 36,5 % gehörten einer sonstigen oder keiner Religionsgesellschaft an oder machten keine Angabe. Der Anteil der Protestanten und Katholiken an der Gesamtbevölkerung ist seitdem jährlich um 1 Prozentpunkt gesunken.  Gemäß Zensus 2022 waren (2022) 30,4 % der Einwohner evangelisch, 19,6 % katholisch und 50,0 % gehörten einer sonstigen oder keiner Religion an oder machten keine Angabe.
Im Jahr 2023 gab es im Landkreis Darmstadt-Dieburg 3674 Kirchenaustritte (zirka 1 % der Gesamtbevölkerung).

## Politik

### Kreistag
Die Kommunalwahl am 14. März 2021 lieferte folgendes Ergebnis, in Vergleich gesetzt zu früheren Kommunalwahlen:
| Diagrammdarstellung von Wahlergebnis und Sitzverteilung | Diagrammdarstellung von Wahlergebnis und Sitzverteilung                                                                                                |
| --- | --- |
| Wahl des Darmstadt-Dieburger Kreistags 2021in Prozent %403020100 32,225,618,36,03,42,61,71,20,5 SPDCDUGrüneAfDFDPLinkeFWUWGKlima.iPARTEIDKPGewinne und Verlusteim Vergleich zu 2016 %p 6 4 2 0 −2 −4 −6 −8+0,3−1,3+4,8−6,9−0,2−1,0+2,6+1,7+1,2+0,5SPDCDUGrüneAfDFDPLinkeFWUWGKlima.PARTEIDKPAnmerkungen:i Klimaliste | Sitzverteilung im Kreistag 2021Insgesamt 71 Sitze - Linke: 3 - PARTEI: 1 - Klima: 1 - Grüne: 13 - SPD: 23 - UWG: 2 - FDP: 4 - FW: 2 - CDU: 18 - AfD: 4 |

| Wahlvorschläge             | Wahlvorschläge                                                                              | % 2021 | Sitze 2021 | % 2016 | Sitze 2016 | % 2011 | Sitze 2011 | % 2006 | Sitze 2006 |
| -------------------------- | ------------------------------------------------------------------------------------------- | ------ | ---------- | ------ | ---------- | ------ | ---------- | ------ | ---------- |
| SPD                        | Sozialdemokratische Partei Deutschlands                                                     | 32,2   | 23         | 31,9   | 23         | 36,1   | 26         | 39,8   | 28         |
| CDU                        | Christlich Demokratische Union Deutschlands                                                 | 25,6   | 18         | 26,9   | 19         | 30,4   | 22         | 36,9   | 26         |
| GRÜNE                      | Bündnis 90/Die Grünen                                                                       | 18,8   | 13         | 13,5   | 10         | 21,6   | 15         | 11,0   | 08         |
| FDP                        | Freie Demokratische Partei                                                                  | 6,0    | 4          | 06,2   | 04         | 03,6   | 03         | 05,6   | 04         |
| AfD                        | Alternative für Deutschland                                                                 | 6,0    | 4          | 12,9   | 09         | —      | —          | —      | —          |
| DIE LINKE.                 | DIE LINKE.                                                                                  | 3,4    | 3          | 03,6   | 03         | 03,1   | 02         | 02,0   | 01         |
| UWG                        | Unabhängige Wählergemeinschaften                                                            | 2,6    | 2          | —      | —          | —      | —          | —      | —          |
| FREIE WÄHLER               | FREIE WÄHLER                                                                                | 2,6    | 2          | 03,6   | 02         | 03,2   | 02         | —      | —          |
| Klimaliste                 | Klimaliste                                                                                  | 1,7    | 1          | —      | —          | —      | —          | —      | —          |
| Die PARTEI                 | Partei für Arbeit, Rechtsstaat, Tierschutz, Elitenförderung & basisdemokratische Initiative | 1,2    | 1          | —      | —          | —      | —          | —      | —          |
| DKP                        | Deutsche Kommunistische Partei                                                              | 0,5    | 0          | —      | —          | —      | —          | 01,3   | 01         |
| PIRATEN                    | Piratenpartei Deutschland                                                                   | —      | —          | 01,3   | 01         | 02,0   | 01         | —      | —          |
| FWG                        | Freie Wählergemeinschaften                                                                  | —      | —          | —      | —          | —      | —          | 03,4   | 03         |
| Gesamt                     | Gesamt                                                                                      | 100,0  | 71         | 100,0  | 71         | 100,0  | 71         | 100,0  | 71         |
| Wahlbeteiligung in Prozent | Wahlbeteiligung in Prozent                                                                  | 53,46  | 53,46      | 48,9   | 48,9       | 50,2   | 50,2       | 47,0   | 47,0       |

Seit 2008 ist der Mitschnitt von Redebeiträgen der Abgeordneten aus den öffentlichen Kreistagssitzungen nicht erlaubt. 2016 wurde ein Antrag zu Livestreaming aus dem Kreistag ein weiteres Mal im Kreistag abgelehnt.

### Landrat
- 1951–1957: Franz Gruber (SPD) (Landkreis Dieburg) | 1962–1973: Gustav Krämer (SPD) (Landkreis Darmstadt)
- 1958–1970: Ludwig Pfeifer (SPD) (Landkreis Dieburg)
- 1970–1976: Heinrich Klein (SPD) (Landkreis Dieburg) | 1973–1977: Heinrich Baumann (Landkreis Darmstadt)
- 1977–1985: Franz-Hermann Kappes (CDU)
- 1985–1997: Hans-Joachim Klein (SPD)
- 1997–2009: Alfred Jakoubek (SPD)
- seit 2009: Klaus Peter Schellhaas (SPD)

Alfred Jakoubek (SPD) wurde am 2. März 1997 mit 55,6 Prozent der Stimmen im ersten Wahlgang gewählt. Bei seiner Wiederwahl am 27. April 2003 erhielt er im ersten Wahlgang 62,0 Prozent der Stimmen. Am 26. April 2009 wurde Klaus Peter Schellhaas (SPD) mit 54,4 Prozent der Stimmen zum Landrat gewählt. Er hat das Amt seit dem 1. Oktober 2009 inne.

### Hoheitszeichen

Hissflagge
Bannerflagge

| Wappen des Landkreises Darmstadt-Dieburg | Blasonierung: „In einem von Gold und Blau geteilten Schild oben ein blau-bewehrter und -bezungter Löwe, in den Pranken ein rotes sechsspeichiges Rad haltend, unten 23 silberne Sterne.“ |
| Wappen des Landkreises Darmstadt-Dieburg | Wappenbegründung: Der Löwe ist das Wappensymbol der Grafen von Katzenelnbogen, das Rad ist das Mainzer Rad und die Sterne stehen für die 23 Städte und Gemeinden des Kreises und sind dem alten Darmstadter Kreiswappen entnommen, das 41 Sterne zeigte. Das Wappen wurde am 16. Juni 1978 vom hessischen Innenminister genehmigt. |

 Der Entwurf stammt von dem Heraldiker Heinz Ritt.
Flaggenbeschreibung: „Auf weißer Flaggenbahn mit blauen Randstreifen in der oberen Hälfte aufgelegt das Kreiswappen.“

### Partnerschaften
Der Landkreis Darmstadt-Dieburg unterhält eine Partnerschaft mit North East Derbyshire, einem Bezirk in Mittelengland, dessen Verwaltung außerhalb in der Stadt Chesterfield liegt. Zudem gibt es Partnerschaften mit dem Landkreis Zwickau, der Metropolitanstadt Florenz in Italien und dem Bezirk Mladá Boleslav in Tschechien.

## Wirtschaft und Infrastruktur

### Wirtschaft
Der Spitzentechnologiestandort Landkreis Darmstadt-Dieburg ist mit seinen 302.021 Einwohnern (31. Dezember 2024) in 23 Städten und Gemeinden ein bedeutender Teil des Rhein-Main-Gebiets. Im Zukunftsatlas 2016 belegte der Landkreis Platz 126 von 402 Landkreisen, Kommunalverbänden und kreisfreien Städten in Deutschland und zählt damit zu den Regionen mit „Zukunftschancen“. In der Ausgabe von 2019 lag er auf Platz 123 von 401.
Obwohl das Dieburger Land sehr fruchtbar ist, im Bereich von Groß-Umstadt Weinbau betrieben wird und obwohl im Westen des Landkreises der Spargelanbau hohe Umsätze erwirtschaftet, ist der wichtigste Wirtschaftszweig des Landkreises Darmstadt-Dieburg nicht die Landwirtschaft.
Im Landkreis haben sich bedeutende Unternehmen, teils mit Weltruf, u. a. der Baustoffindustrie (Groß-Umstadt), Farben- und Lackindustrie (Ober-Ramstadt) und der Nahrungsmittelindustrie (Alsbach-Hähnlein) niedergelassen. Andere profitieren von der Lage an der Autobahn und zur Darmstädter Stadtgrenze und siedelten Dienstleistungsunternehmen und Großmärkte an.

### Verkehr
Durch das westliche Kreisgebiet führen die Bundesautobahnen 5 (Heidelberg–Frankfurt) und 67 (Mannheim–Darmstadt). Ferner durchziehen mehrere Bundesstraßen das Kreisgebiet, darunter die B 3, B 26, B 38, B 45 und B 426.
Die Planung und Organisation der Angebote im öffentlichen Nahverkehr im Landkreis Darmstadt-Dieburg wird von der Darmstadt-Dieburger Nahverkehrsorganisation (DADINA) geleistet.

### Kultur und Bildung
Im Landkreis und seiner Umgebung gibt es (Stand 2023) für über 31.000 Schülerinnen und Schüler mehr als 80 Schulen - 50 Grundschulen, 4 verbundene Grund- und weiterführende Schulen, 16 weiterführende Schulen, 10 Förderschulen und eine Berufsschule, daneben als Modellprojekt die Internationale Schule am Schuldorf Bergstraße, sowie weiterführende Bildungseinrichtungen, Berufsschulen sowie Universitäten, Hochschulen und Fachhochschulen. Zusätzliche Angebote des Jugendbildungswerks des Kreises, die Musikschule oder das Kreisjugendheim in Ernsthofen mit ausgesuchten Programmpunkten und eine Volkshochschule erweitern die Bildungsangebote.
Der Landkreis muss dabei über 475 Schulgebäude unterhalten. Die Entwicklung der Bildung und ihrer Bildungseinrichtungen wird über einen Entwicklungsplan flankiert.
Es gibt unterschiedlichste kulturelle Angebote, darunter auch Freizeitmöglichkeiten im Geo-Naturpark Bergstraße-Odenwald mit dem UNESCO-Weltnaturerbe, der Grube Messel.

### Gesundheitseinrichtungen
Im Gebiet des Landkreises Darmstadt-Dieburg finden sich zwei Krankenhäuser für die allgemeine Patientenversorgung. Die Kreiskliniken Darmstadt-Dieburg bestehen aus zwei Standorten mit 289 Betten in Groß-Umstadt sowie 123 Betten in Seeheim-Jugenheim. In Seeheim-Jugenheim wird neben Akutmedizin (Schwerpunkt Orthopädie) auch der Bereich Neurologische Rehabilitation betrieben. Darüber hinaus gab es bis 2016 in Dieburg das konfessionelle St. Rochus Krankenhaus, ein Belegkrankenhaus mit 84 Betten.

## Gemeinden
(Einwohner am 31. Dezember 2024)
| Städte 1. Babenhausen (17.695) 2. Dieburg (15.798) 3. Griesheim (29.309) 4. Groß-Bieberau (4.562) 5. Groß-Umstadt (21.245) 6. Ober-Ramstadt (15.078) 7. Pfungstadt (25.415) 8. Reinheim (16.503) 9. Weiterstadt (Sitz: Riedbahn) (26.583) | Weitere Gemeinden 1. Alsbach-Hähnlein (Sitz: Alsbach) (9.273) 2. Bickenbach (6.031) 3. Eppertshausen (6.429) 4. Erzhausen (7.794) 5. Fischbachtal (Sitz: Niedernhausen) (2.707) 6. Groß-Zimmern (14.607) 7. Messel (4.215) 8. Modautal (Sitz: Brandau) (5.090) 9. Mühltal (Sitz: Nieder-Ramstadt) (13.951) 10. Münster (Hessen) (14.813) 11. Otzberg (Sitz: Lengfeld) (6.322) 12. Roßdorf (13.096) 13. Schaafheim (9.113) 14. Seeheim-Jugenheim (Sitz: Seeheim) (16.392) |

## Kfz-Kennzeichen
Am 1. Januar 1977 wurde dem Landkreis das seit dem 1. Juli 1956 für den Landkreis Darmstadt gültige Unterscheidungszeichen DA zugewiesen. Es wird durchgängig bis heute ausgegeben. Seit dem 2. Januar 2013 ist aufgrund der Kennzeichenliberalisierung zudem das Unterscheidungszeichen DI (Dieburg) erhältlich.

## Natur und Schutzgebiete
Der Landkreis erstreckt sich von der Oberrheinebene bis zur Mainebene, und vom Messeler Hügelland bis zum nördlichen Odenwald, über Höhenlagen von 88 m an der Gemarkungsgrenze Griesheim-Wolfskehlen bis zu 592 m auf der Neunkirchner Höhe. Dieses vielgestaltige Areal enthält 29 seltene Lebensraumtypen mit reichhaltiger Fauna und Flora. Zum Schutz dieser Biotope sind 27 Naturschutzgebiete und vier Landschaftsschutzgebiete ausgewiesen worden. Außerdem gibt es 28 Natura-2000-Gebiete (davon 23 FFH-Gebiete und 5 Vogelschutzgebiete), die teilweise kreisübergreifend sind, sowie zwei Naturwaldreservate (Kniebrecht und Zellhäuser Düne). Zahlreiche Einzelbäume, Felsformationen oder Kleinflächen sind als Naturdenkmal geschützt. Die Grube Messel als Fossillagerstätte von Weltrang ist seit 1995 UNESCO-Weltnaturerbe.